# Ceolwulf van Wessex

Engeland ten tijde van Ceolwulfs regering.

Ceolwulf (ook Ceolulf, Ceolf genoemd; ? - ca. 611) was van 594/597 tot ca. 611 koning van de Gewissæ, een volksgroep die in de 7e eeuw als "West-Saksen" het Angelsaksische koninkrijk Wessex zouden stichten.

## Leven

### Familie
Hij was afkomstig uit het huis Wessex en wordt beschouwd als zoon van Cutha en kleinzoon van Cynric. Cuthgils was een zoon van Ceolwulf. Dat Ceolwulf ook een zoon genaamd Cynegil had, wordt gezien als veroorzaakt door een omwisseling door middeleeuwse schrijvers van Ceolwulf, wiens "roepnaam" mogelijk eveneens "Ceol/Ceola" zou hebben geluid, met zijn broer Ceol.

### Regering
Omstreeks 594/597 trad Ceolwulf als koning aan als opvolger van zijn vermoedelijk gestorven broers Ceol. De Angelsaksische kroniek schrijft hem een regeringstijd van 17 jaar toe, terwijl hij volgens de West-Saksische koningslijsten 14 jaar zou hebben geregeerd.
Ceolwulf wordt als succesvolle en krijgszuchtige heerser voorgesteld, die in voortdurende gevechten tegen de Angelsaksen, Britten, Picten en Scoti was verwikkeld. De gevechten tegen de meer noordelijk levende Picten en Schoten schijnen op een verwarring met de gelijknamige koning van Northumbria te berusten. De expansie van de Gewissæ naar het zuiden en westen tijdens zijn heerschappij wordt daarentegen als waarschijnlijk beschouwd. De in de kronieken voor het jaar 607 overgeleverde veldtocht tegen het koninkrijk Sussex stond vermoedelijk in verband met de door beide rijken nagestreefde hegemonie over het door de Juten bevolkte Isle of Wight en het zuiden van het huidige Hampshire. In 611 werd Ceolwulf opgevolgd door zijn neef, Ceols zoon Cynegils, die zijn zoon Cwichelm deelgenoot maakte aan de heerschappij.